# BC Partners
 (транскр.  Би-Си партнерс) британско је инвестиционо предузеће са седиштем у Лондону. Инвестира у све индустрије. Такође има канцеларије у Њујорку, Паризу и Хамбургу. Једна је од највећих компанија за приватни капитал у Европи.